# Brian Lyn
Brian Lyn (nascido em 8 de novembro de 1961) é um ex-ciclista olímpico antiguano. Lyn representou sua nação nos Jogos Olímpicos de Verão de 1984, em Los Angeles, na prova de velocidade.